# 厚蛙螈屬
厚蛙螈屬（意為「粗壯的蝌蚪」）是已經滅絕的肉食性堅頭類物種，棲息於石炭紀早期的蘇格蘭，而於西維吉尼亞州的格里爾也有發現疑似屬於厚蛙螈的遺骸。 

## 發現史
起先的樣本缺乏頭顱骨並命名為Macromerium scoticum，然而如今大部針對厚蛙螈的了解都是來自之後發現的三具顱骨化石，其中一具包含了完整的全身骨骼及兩具不完整的下顎。厚蛙螈的體長可達2米（6英尺7英寸），具有大顎而四肢短小幾乎退化。厚蛙螈的分類一直以來富有爭議，其類似於魚的身形與許多四足形的特徵多年來困擾著眾多古生物學家，傳統上將厚蛙螈屬與其他早期四足類一齊置於迷齒亞綱下，部分古生物學家則認為牠們屬於四足類冠群的最原始的基群，但也有部分古生物學家認為牠們不屬於四足類。

## 描述
厚蛙螈體長可達2米（6英尺7英寸），身形為流線型。四肢短小幾乎沒有用處，顯示厚蛙螈可能行完全水棲。四肢無法在地面行走，但可能可當作游動時的舵，或是在交配時用來攀附於異性上。厚蛙螈具有大顎，顎中具有兩排牙齒，其中內排牙齒具有一對特別突出的獠牙，用以固定獵物。研究顯示厚蛙螈可能有能力將上下顎張開至60度，在當時可能為具有極強咬合的掠食者。這意味著厚蛙螈十分適合以魚類為主食，且能快速游動於水中。

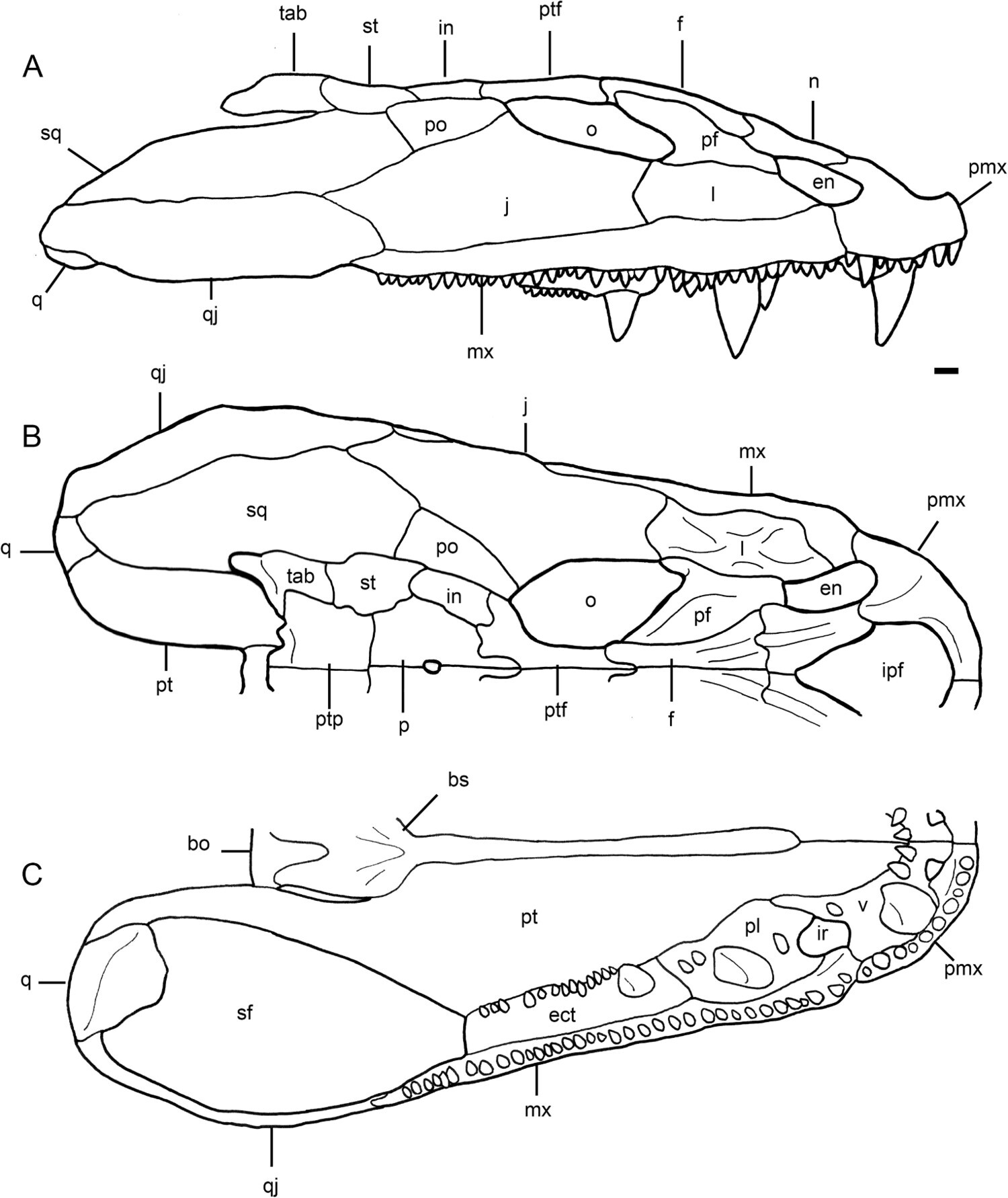
厚蛙螈的顱骨

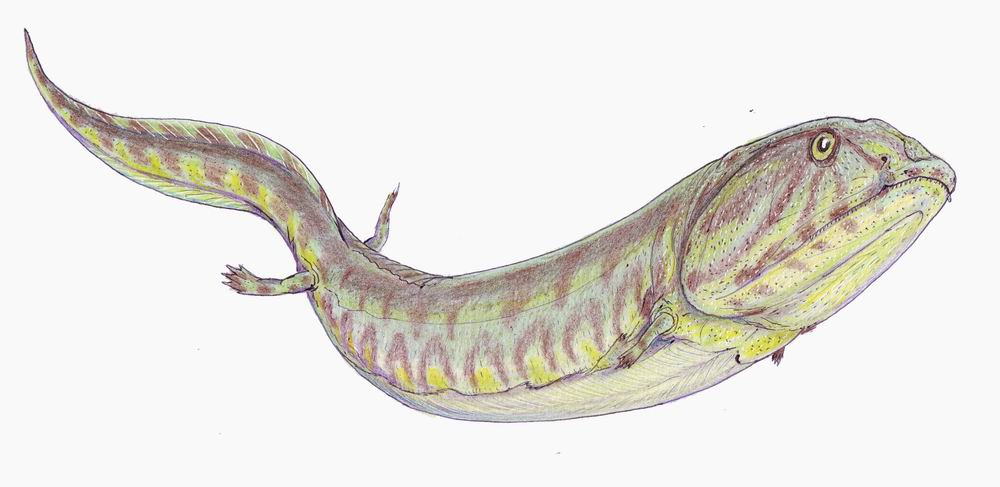
過時的舊復原圖

在厚蛙螈的頭顱骨兩眼間至口鼻部上長有骨質冠，古生物學家認為這些結構能夠支持其在咬住獵物所需承受的壓力。厚蛙螈具有大眼，可能為夜行性生物，或是生活在十分混濁的水中。厚蛙螈同時也具有很大的耳凹，可能為氣門而沒有被鼓膜所覆蓋。
厚蛙螈粗短的前肢僅有35 mm（1.4英寸）長，肱骨表面上的神經孔分布與魚石螈、棘螈、肉鰭魚的真掌鰭魚類似。其後肢明顯較前肢長，骨盆髂骨部分與脊椎並無直接連結（此特徵常見於水生四足動物）。雖然厚蛙螈的四肢看似無用而隨著演化逐漸退化消失，但有證據顯示牠們仍然會使用四肢來協助活動，證據在於在牠們的四肢骨頭上有發現受傷後癒合的痕跡，仍然保有癒合的能力意味著四肢對於厚蛙螈在某種程度上仍然是有用的，而非尚未退化完全的痕跡器官。縱使僅有發現少量尾部脊椎骨化石，科學家推測牠們具有長而側扁的尾巴，適合在水中游動或是瞬間推進爆發（類似現今的鱷魚）。厚蛙螈的生活形式可能類似現存的狗魚，以伏擊的形式捕捉游過的獵物。
一具受擠壓變形的顱骨化石於1985年在考登比斯附近的朵拉骨層中發現，並由班禪發表，該化石於2023年由波洛等人重新取出分析，並透過電腦斷層掃描以數位形式重建其顱骨外型。1985年當時的復原結果認為厚蛙螈具有較當時大多數四足類高而窄的頭顱，然而2023年重建後的結果顯示厚蛙螈的顱骨形狀其實與其他早期四足類一樣寬而扁平。

## 下属物种
本属包括以下物种：

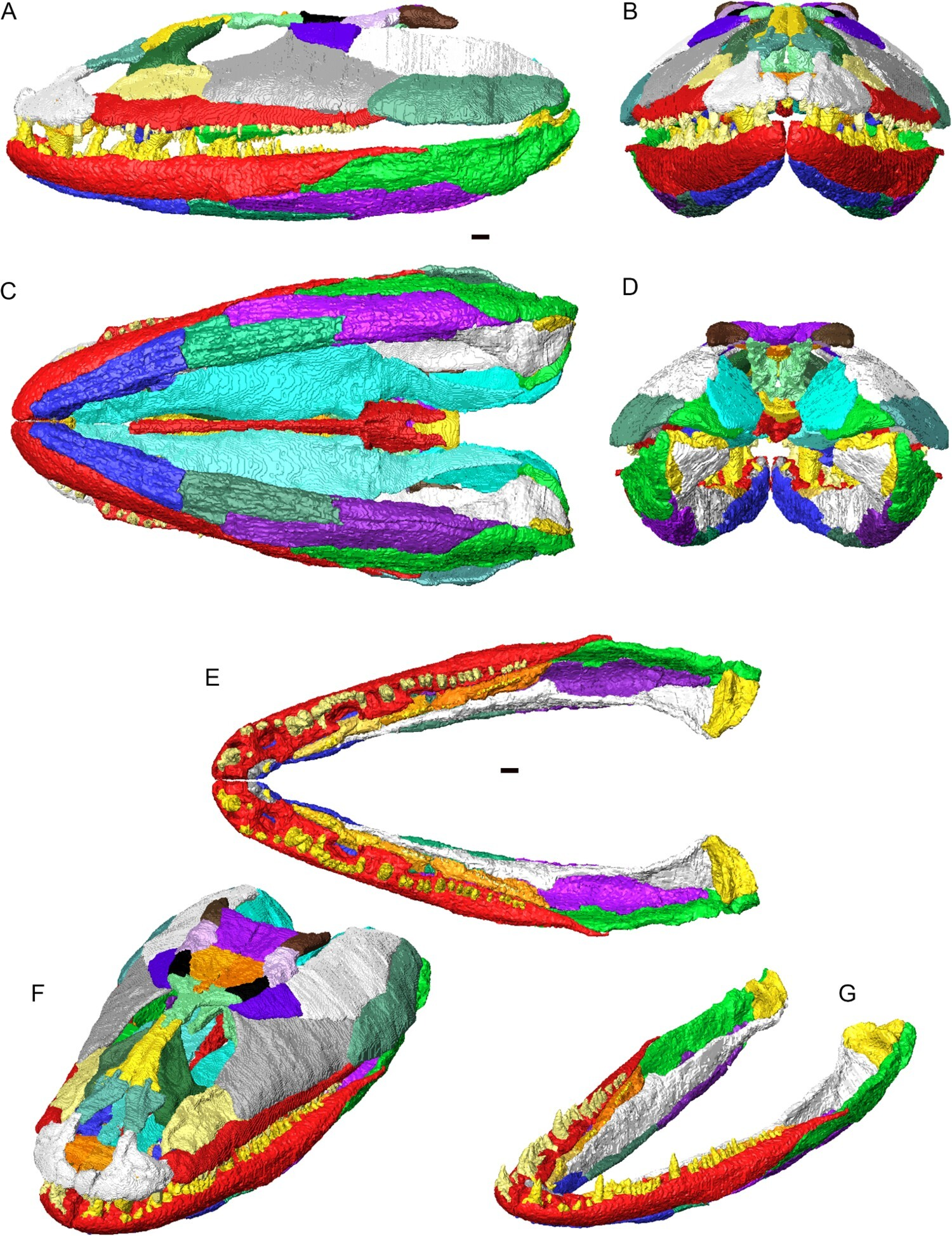
厚蛙螈顱骨的立體復原圖

- 蘇格蘭厚蛙螈 Crassigyrinus scoticus Watson, 1929[12]

## 大眾文化
在2006年的《史前公園》第5集中出現，被奈吉爾·馬文潛入水中並抓住，然而由於沒有適合的運輸裝備運回史前公園因此只得放回。

## 外部連結
- Crassigyrinus （页面存档备份，存于）